# Postume executie
Een postume executie is een veroordeling en uitvoering van het vonnis, terwijl de aangeklaagde al overleden is. Het gaat vooral om het doelbewust vernederen van de overledene door onder andere verminking van het lichaam en het tentoonstellen van de stoffelijke resten.
Deze vorm van veroordeling werd in vroeger tijden vooral toegepast, voortkomend uit de gedachte dat de wederopstanding van de doden tijdens het Laatste Oordeel alleen kon plaatsvinden indien het lichaam volledig was, zodat het lichaam kon opstaan om oog in oog met God te komen staan. Een verminkt lichaam kwam daarvoor niet in aanmerking, zodat op aarde de eerste schifting gemaakt kon worden.
Een andere reden voor deze postume verminking werd gevoed door wraakgevoelens jegens de dode; tijdens haar/zijn leven was er geen mogelijkheid het ongenoegen kenbaar te maken.

## Voorbeelden uit de geschiedenis
Paus Formosus (820-896)

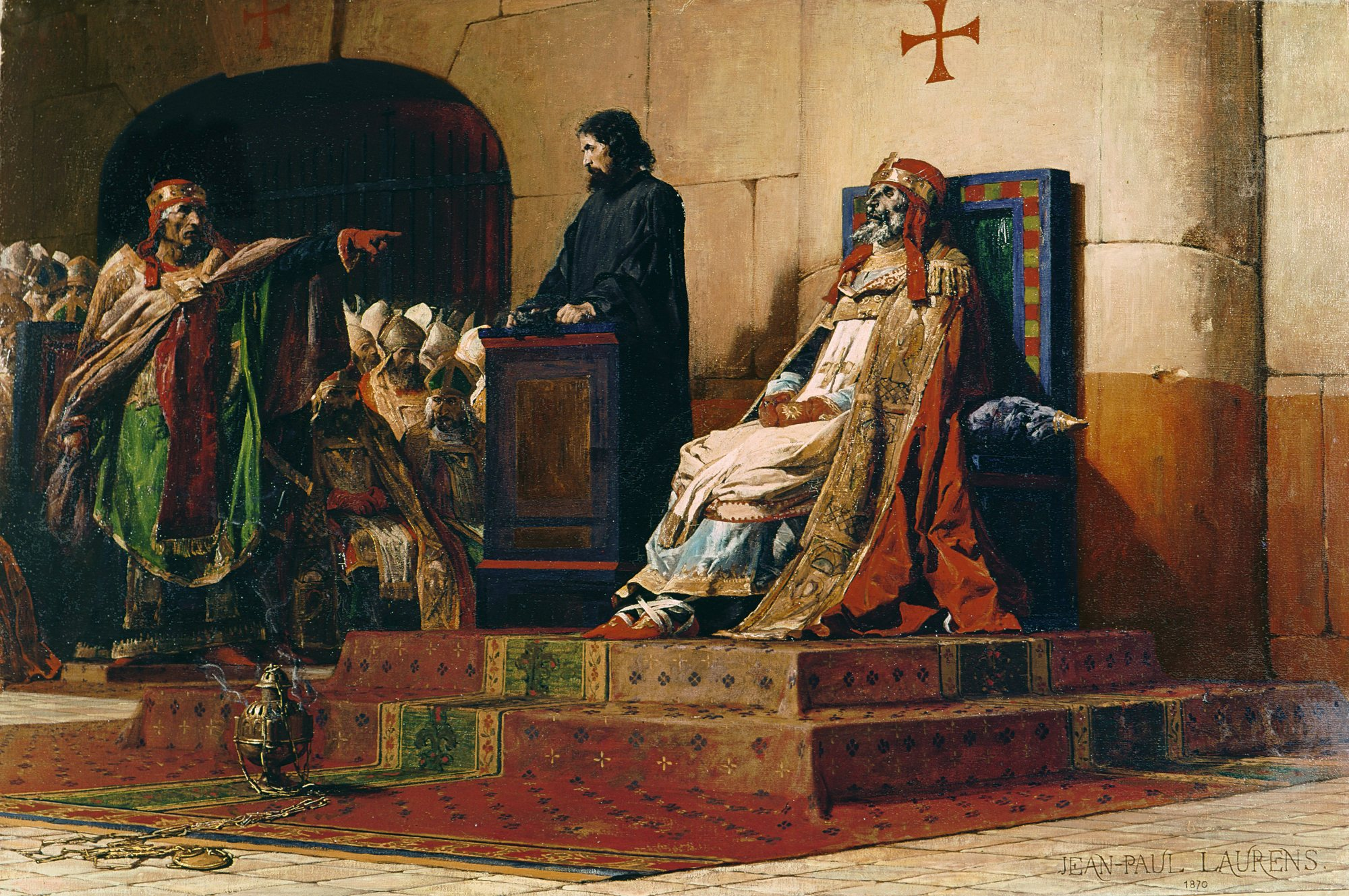
Formosus' rechtszaak

Na zijn dood werd paus Formosus beschuldigd van diverse vergrijpen. Zo zou hij het pauselijk ambt geambieerd hebben (wat in die tijd niet mogelijk was als je al bisschop was), kerkelijke eigendommen gestolen hebben en de keizer van het Heilige Roomse Rijk verraden hebben. Formosus' opvolger zou tot een schijnproces (de Kadaversynode) zijn overgegaan om weer in de gunst te komen van de keizer. Formosus' lichaam werd opgegraven en berecht. Na het afhakken van zijn 3 vingers aan de rechterhand werd hij eerst nog begraven, maar later weer opgegraven en in de Tiber gegooid. 
John Wycliffe (1328-1384)

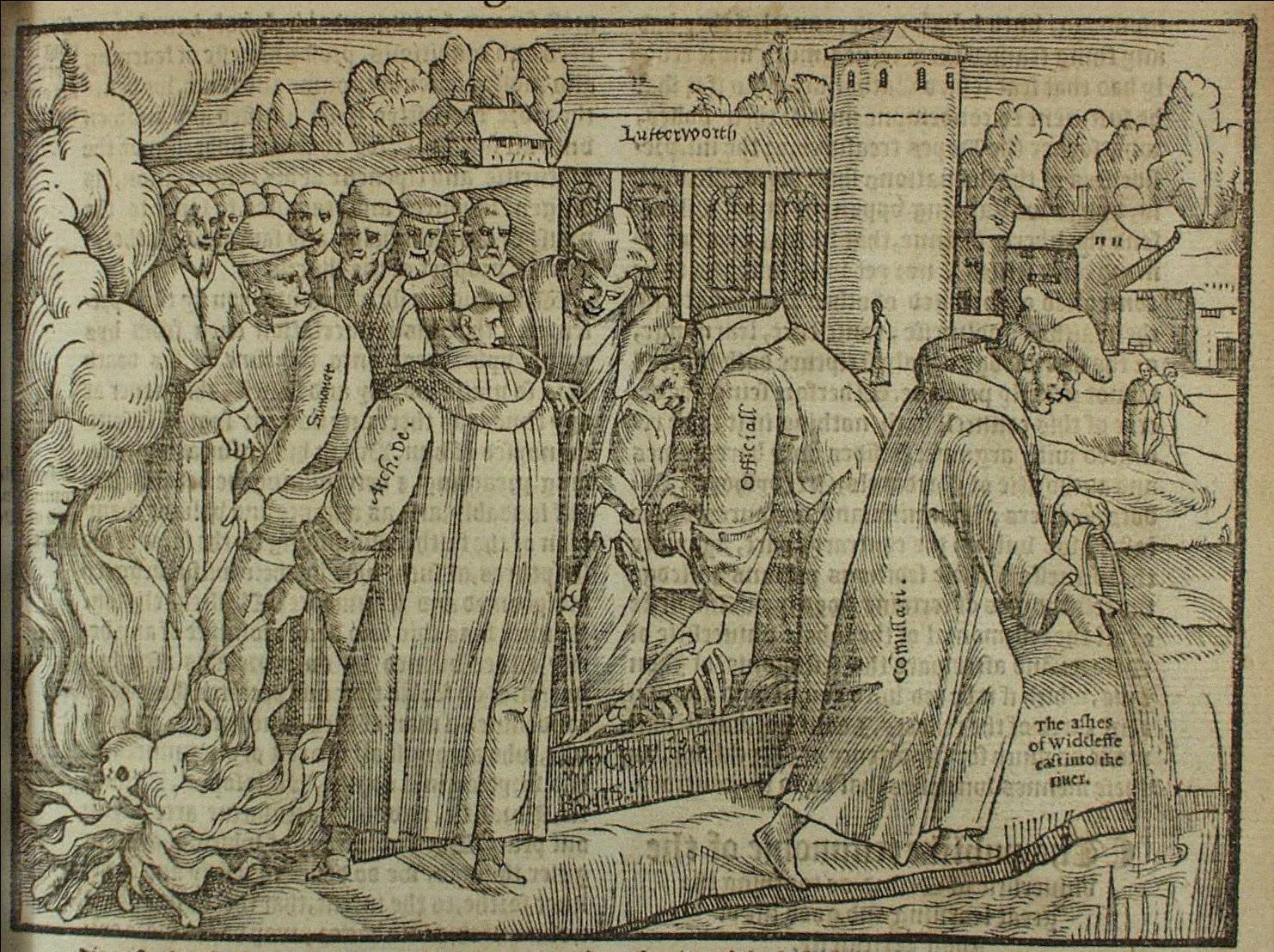
De verbranding van Wycliffe

John Wycliffe was een kerkhervormer die door zijn visie dat de Bijbel en de kerkvaders de enige bronnen van de kerkleer waren in conflict kwam met kerkelijke hoogwaardigheidsbekleders, onder wie de paus. Tijdens een synode in 1382 werd hij reeds ter dood veroordeeld, maar de executie kon voorkomen worden. Tijdens het concilie van Konstanz werd Wycliffe in 1415 officieel uitgeroepen tot ketter en werd besloten tot de verbranding van zijn stoffelijke resten. Ook dit werd uitgesteld. 
In 1428 riep paus Martinus V alsnog op tot de verbranding en die werd dan ook uitgevoerd. De as werd verstrooid in de rivier de Swift. 

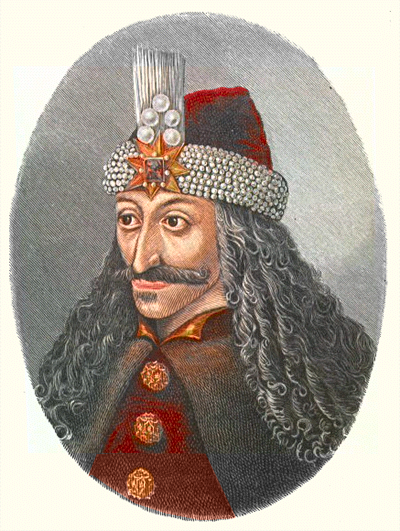
"Dracula"

Vlad III van Walachije of Vlad Dracula (1431-1476)
Vlad Dracula zou model hebben gestaan voor Bram Stokers verhaal Dracula. (Dracula = "zoon van de draak", de draak was het ordeteken van de familie).
Vlad had bij zijn verblijf in Turkse gevangenschap "geleerd" dat een mensenleven niets waard was en handelde daar ook naar. 
In 1476 bij een hernieuwde inval van de Turken werd Vlad III gedood en daarna demonstratief onthoofd. Het hoofd werd naar Istanboel gestuurd en daar als bewijs tentoongesteld dat Vlad III echt dood was. 
Gilles van Leedenberch (1550-1618)

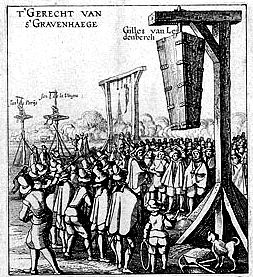
De ophanging van Gilles

Gilles van Leedenberch was raadpensionaris van Utrecht en een aanhanger van Johan van Oldenbarnevelt. Toen laatstgenoemde in conflict kwam met Maurits van Oranje resulteerde dat ook in de verdenking tot hoogverraad van Gilles. Uit angst dat al zijn bezit verbeurdverklaard zou worden pleegde hij in 1618 zelfmoord.
In 1619 werd hij echter alsnog postuum ter dood veroordeeld, en met kist en al aan de galg gehangen.
Oliver Cromwell (1599-1658)

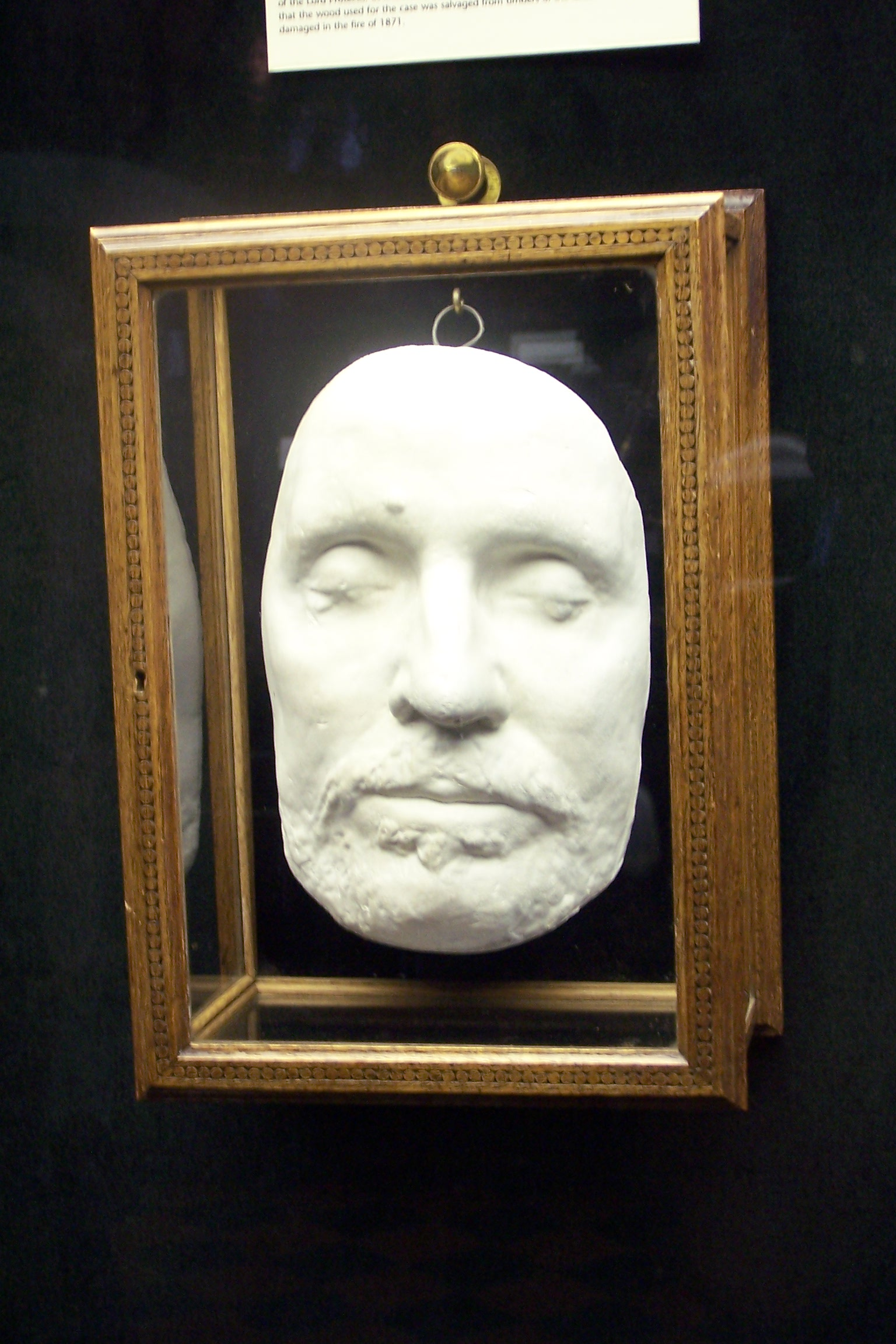
Dodenmasker Cromwell

Deze heerser en dictator van Engeland liet de zittende koning onthoofden en nam zelf de regering over. In 1658 kwam hij te overlijden.
In 1661, toen de monarchie in Engeland reeds was hersteld, werd het lichaam van Cromwell opgegraven en opgehangen aan kettingen tentoongesteld. Het lichaam werd onthoofd en in een put gegooid. Zijn hoofd werd tot 1685 buiten Westminster Abbey op een spiets geplaatst. Na diverse omzwervingen werd het uiteindelijk begraven in Sidney Sussex College, Cambridge.

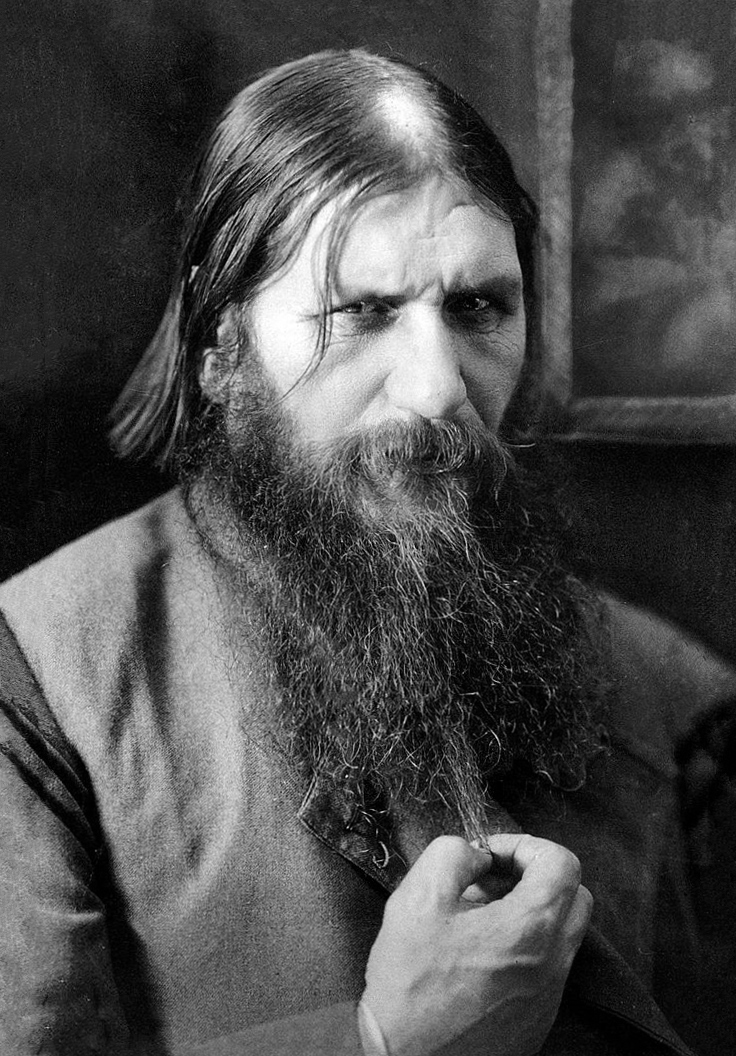
Raspoetin

Grigori Jefimovitsj Novitsj, beter bekend als Raspoetin (1869-1916)
Raspoetin was een Russische monnik en mysticus die verantwoordelijk werd beschouwd voor de ondergang van de Tsarenfamilie. Door de Russische adel werd hij tijdens de Eerste Wereldoorlog gezien als een spion van de Duitsers. De dood van Raspoetin is niet helemaal duidelijk. Er wordt beweerd dat hij vermoord zou zijn door vergiftigd gebak, waarna hij in de rivier werd gegooid. Anderen beweren dat dit laatste echter de uiteindelijke doodsoorzaak zou zijn geweest: verdrinking. Tijdens de Februarirevolutie (1917) werd het lichaam van Raspoetin opgegraven en in een bos verbrand.
Benito Mussolini (1883-1945)

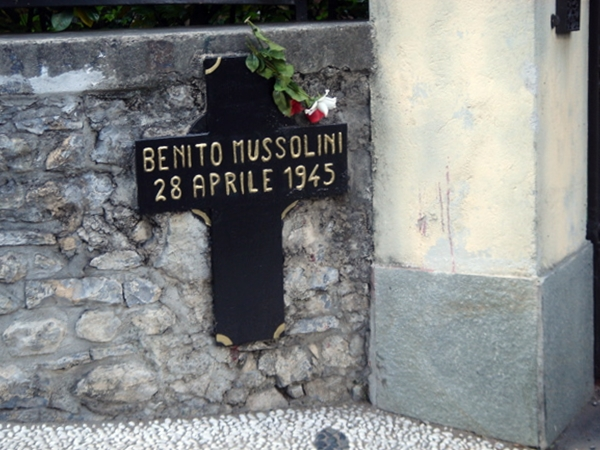
Executieplaats Mussolini

Op 28 april werd Mussolini geëxecuteerd (vuurpeloton). De volgende dag werd zijn lichaam ondersteboven aan een vleeshaak op het Piazzale Loreto in Milaan opgehangen (samen met onder anderen zijn minnares), waar omstanders hem stenigden om zo wraak te nemen op de manier waarop hij opdrachten had gegeven tot de executie van vele partizanen. Na deze publieke vernedering werd zijn lichaam anoniem begraven. Toch lukte het aanhangers van de neofascisten het lichaam opnieuw op te graven en te "ontvoeren".